# Национална футболна лига
Национална футболна лига (National Football League) съкратено НФЛ (NFL), е професионалната лига по американски футбол в САЩ. Основана е от 11 отбора през 1920 г.
Днес тя се състои от 32 отбора, разделени в 2 конференции – Американска и Национална, а те от своя страна се делят на 4 дивизии – Северна, Южна, Източна и Западна, всяка с по 4 отбора.
Редовният сезон се състои от 17 мача, играещи се през 18 уикенда (всеки отбор има 1 почивен уикенд). Сезонът започва традиционно в уикенда след Деня на труда (Labor Day) в САЩ – първия понеделник на септември, и продължава до края на декември или началото на януари. След края на редовния сезон първите 6 отбора от всяка конференция (4-те победители на дивизиите плюс двата с най-добри показатели от останалите) участват в плейофите, чиято кулминация е Супербоул – финалът на турнира и най-гледаното спортно телевизионно шоу в САЩ с над 200 милиона зрители.
„Тампа Бей Бъканиърс” са настоящия шампион след победа със 31 – 9 над „Канзас сити Чийфс“ на 7 февруари 2021 г.

## Американска футболна конференция
| Американска футболна конференция |                       |                                   |                           |
| Дивизия                          | Отбор                 | Стадион                           | Град, щат                 |
| Изток                            | Бъфало Билс           | Ралф Уилсън Стейдиъм              | Орхид Парк, Ню Йорк       |
| Изток                            | Маями Долфинс         | Сън Лайф Стейдиъм                 | Маями Гардърнс, Флорида   |
| Изток                            | Ню Инглънд Пейтриътс  | Жилет Стейдиъм                    | Фоксбъроу, Масачузетс     |
| Изток                            | Ню Йорк Джетс         | МетЛайф Стейдиъм                  | Ийст Ръдърфорд, Ню Джърси |
| Север                            | Балтимор Рейвънс      | М&Т Банк Стейдиъм                 | Балтимор, Мериленд        |
| Север                            | Синсинати Бенгалс     | Пол Браун Стейдиъм                | Синсинати, Охайо          |
| Север                            | Кливлънд Браунс       | Кливлънд Браунс Стейдиъм          | Кливлънд, Охайо           |
| Север                            | Питсбърг Стийлърс     | Хайнц Фийлд                       | Питсбърг, Пенсилвания     |
| Юг                               | Хюстън Тексънс        | Рилайънт Стейдиъм                 | Хюстън, Тексас            |
| Юг                               | Индианаполис Колтс    | Лукас Ойл Стейдиъм                | Индианаполис, Индиана     |
| Юг                               | Джексънвил Джагуарс   | ЕвърБанк Фийлд                    | Джаксънвил, Флорида       |
| Юг                               | Тенеси Тайтънс        | ЛП Фийлд                          | Нашвил, Тенеси            |
| Запад                            | Денвър Бронкос        | Спортс Ауторити Фийлд ет Майл Хай | Денвър, Колорадо          |
| Запад                            | Канзас сити Чийфс     | Ероухед Стейдиъм                  | Канзас сити, Мисури       |
| Запад                            | Лас Вегас Рейдърс     | Алегиант Стейдиъм                 | Лас Вегас, Невада         |
| Запад                            | Лос Анджелис Чарджърс | СоФай/СоФи Стейдиъм               | Лос Анджелис, Калифорния  |

### Национална футболна конференция
| Национална футболна конференция |                                            |                               |                                                 |
| Дивизия                         | Отбор                                      | Стадион                       | Град, щат                                       |
| Изток                           | Далас Каубойс                              | Каубойс Стейдиъм              | Арлингтън, Тексас (в района на Далас)           |
| Изток                           | Ню Йорк Джайънтс                           | МетЛайф Стейдиъм              | Ийст Ръдърфорд, Ню Джърси (в района на Ню Йорк) |
| Изток                           | Филаделфия Ийгълс                          | Линкълн Файненшъл Фийлд       | Филаделфия, Пенсилвания                         |
| Изток                           | Уошингтън Редскинс/Футбол Тийм/Футбъл Тийм | Федекс Фийлд                  | Лендоувър, Мериленд (в района на Вашингтон)     |
| Север                           | Чикаго Беърс                               | Солджър Фийлд                 | Чикаго, Илинойс                                 |
| Север                           | Детройт Лайънс                             | Форд Фийлд                    | Детройт, Мичиган                                |
| Север                           | Грийн Бей Пакърс                           | Лембоу Фийлд                  | Грийн Бей, Уисконсин                            |
| Север                           | Минесота Вайкингс                          | Хюбърт Х. Хъмфри Метродоум    | Минеаполис, Минесота                            |
| Юг                              | Атланта Фалкънс                            | Джорджия Доум                 | Атланта, Джорджия                               |
| Юг                              | Каролина Пантърс                           | Банк ъф Америка Стейдиъм      | Шарлот, Северна Каролина                        |
| Юг                              | Ню Орлиънс Сейнтс                          | Мерцедес-Бенц Супердоум       | Ню Орлиънс, Луизиана                            |
| Юг                              | Тампа Бей Бъканиърс                        | Реймънд Джеймс Стейдиъм       | Тампа, Флорида                                  |
| Запад                           | Аризона Кардиналс                          | Юнивърсити ъф Финикс Стейдиъм | Глендейл, Аризона                               |
| Запад                           | Лос Анджелис Рамс                          | СоФи/СоФай Стейдиъм           | Лос Анджелис, Калифорния                        |
| Запад                           | Сан Франциско Фортинайнърс                 | Кендълстик Парк               | Сан Франциско, Калифорния                       |
| Запад                           | Сиатъл Сийхоукс                            | СенчъриЛинк Фийлд             | Сиатъл, Вашингтон                               |